# Rudolf Theodoor Bijleveld (1835-1920)
Rudolf Theodoor Bijleveld  (Den Haag, 22 september 1835 – aldaar, 7 maart 1920) was een Nederlandse jurist.

## Leven en werk
Bijleveld was een zoon van de president van de arrondissementsrechtbank van Den Haag Daniel Jan Bijleveld en Maria Adriana Wilhelmina Elisabeth Pauw. Hij studeerde rechten aan de Universiteit Leiden en promoveerde aldaar in 1858. Hij begon zijn carrière als officier van justitie te Leiden en klom op tot procureur-generaal bij het gerechtshof te Den Haag. Tijdens zijn Leidse periode was hij van 1869 tot 1877 gemeenteraadslid aldaar. Zijn raadslidmaatschap eindigde vanwege zijn benoeming tot advocaat-generaal bij het gerechtshof van Arnhem. In 1879 werd hij benoemd in dezelfde functie bij het gerechtshof van Den Haag. In 1888 volgde zijn benoeming tot procureur-generaal. In 1909 werd hem eervol ontslag uit deze functie verleend. Bijleveld was Ridder in de Orde van de Nederlandse Leeuw en Commandeur in de Orde van Oranje-Nassau.
Bijleveld trouwde op 5 juli 1860 met Wilhelmina Jacoba Hartman. Uit dit huwelijk werden vier kinderen geboren. De oudste dochter trouwde met Heike Kamerlingh Onnes, de latere Nobelprijswinnaar. Bijleveld is de grootvader van de naar hem genoemde latere burgemeester van Borger Rudolf Theodoor Bijleveld.

## Goeie Mie, de Leidse gifmengster
Een van de zaken die Bijleveld als advocaat-generaal bij het gerechtshof Den Haag behandelde, was, in 1885, de geruchtmakende zaak van de Leidse gifmengster Goeie Mie, die verzekeringen afsloot op de levens van vrienden en familieleden en hen vervolgens vergiftigde en dan de verzekeringspenningen opstreek. Bijleveld eiste in deze zaak levenslange gevangenisstraf, een straf waartoe ze ook werd veroordeeld.